# Université préfectorale de Nara
L'université préfectorale de Nara (奈良県立大学, Nara kenritsu daigaku) est une université publique située à Nara, préfecture de Nara au Japon. L'institution prédécesseur de l'école est fondée en 1953 et reçoit son accréditation comme université en 1990.

## Source
- (en) Cet article est partiellement ou en totalité issu de l’article de Wikipédia en anglais intitulé « Nara Prefectural University » (voir la liste des auteurs).